# Gabrielle de Polignac
Yolande Martine Gabrielle de Polastron, marquesa de Mancini, comtessa i després duquessa de Polignac (París, 8 de setembre de 1749 - Viena, 9 de desembre de 1793) era amiga i confident de la reina Maria Antonieta. Fou un dels personatges més emblemàtics de la cort reial de França sota el regnat de Lluís XVI. Extremament impopular, la duquessa fou igualment un dels personatges més detestats de la Revolució francesa, arquetipus de l'aristocràcia decadent de l'Antic règim.

## Biografia
Yolande Martine Gabrielle de Polastron era filla de Jean François Gabriel, comte de Polastron, senyor de Noueilles, Venerque i Grépiac († 1794) i de Jeanne Charlotte Hérault de Vaucresson (1726-1756). Dels seus tres noms usava el darrer, Gabrielle.
La família Polastron formava part d'una noblesa molt antiga, però molt endeutada quan nasqué Gabrielle, la família vivia sense luxes. La mare de Gabrielle morí quan ella tenia tres anys i l'educà una tia seva. El seu pare es tornà a casar i va tenir un mig germà, Denis de Polastron, nascut el 1758.
Als 17 anys es casà amb el comte Jules de Polignac (1746-1817), marquès de Mancini.

### Versalles
El 1775, és invitada per la seva cunyada a una recepció protocol·lària al palau de Versalles, acompanyada del seu marit. A la galeria dels miralls, la parella és presentada oficialment a la reina, que quedà enlluernada immediatament per Gabrielle i amb qui fa una viva amistat. Gabrielle substitueix ben aviat la princesa de Lamballe com a favorita de la jove reina. Maria Antonieta la visita sovint a Claye i finalment la invita a residir permanentment a Versalles, cosa que Gabrielle ha de refusar. La reina paga els deutes de la família Polignac del Tresor Reial (400.000 lliures), cosa que els permet viure amb luxe.
Gabrielle s'instal·la al palau de Versalles, al costat dels apartaments de la reina; es guanya ràpidament l'amistat del comte d'Artois i el favor del rei Lluís XVI. En canvi, obté l'oposició dels altres membres del seguici reial, en particular del confessor de la reina i del seu principal conseller polític, el comte de Mercy-Argenteau, ambaixador d'Àustria a París, que informa per carta a l'emperadriu Maria Teresa dels avantatges concedita a la família Polignac en tan poc de temps.
El 1782, el duc de Polignac obté el privilegi del correu, molt lucratiu en aquella època. La reina substitueix Madame de Guéméné, governanta dels infants reials, implicada en un escàndol per la fallida dels Rohan-Guémené, per la duquessa de Polignac, contra l'opinió d'una part de la cort.
En el pla sexual, circulaven libels sobre la naturalesa de les seves relacions amb la reina. A finals de la dècada de 1780, els plamfets difamatoris presenten Gabrielle de Polignac com l'amant de la reina, cosa que junt amb els rumors d'amistaçament de la reina amb Axel de Fersen i l'afer de collar de la reina, desprestigiaren la monarquia.
Altres rumors apuntaven a una relació amorosa el 1780 entre Gabrielle de Polignac i el comte de Vaudreuil, sospitós de ser el pare del darrer fill de Gabrielle.
En el pla polític, els Polignac, així com altres favorits, com el baró de Besenval, constituïen l'anomenat partit de la reina (le parti de la reine). En els mesos precedents a juliol de 1789, la reina i Gabrielle s'aproximen. Gabrielle arribà a convèncer Marie-Antoinette de barrar el pas a Jacques Necker, el popular ministre de finances.
Així que esclata la Revolució francesa, Madame de Polignac és acusada d'haver dilapidat els fons públics i haver aconsellat a la reina les maquinacions.

### Revolució francesa i exili

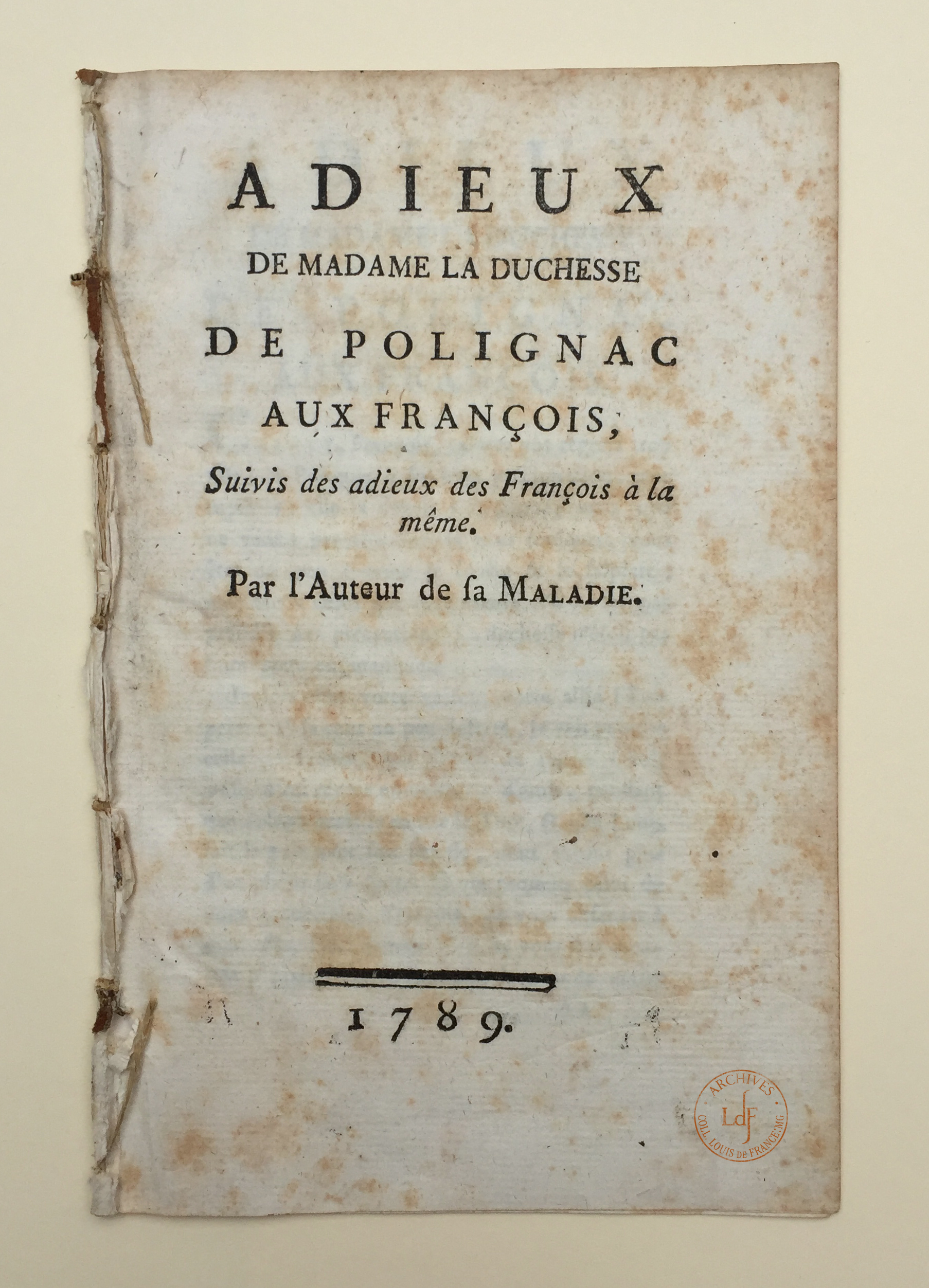
Libel contra la duquessa de Polignac, imprès el 1789

Per ordre dels sobirans, Gabrielle i el seu marit deixen Claye el 16 de juliol de 1789 a causa de la presa de la Bastilla.
La família de Polignac comença un itinerari per Suïssa, i a Itàlia, Torí, Roma. El març de 1790, van a Venècia, el juliol de 1791, es refugien a Viena.
Malalta d'un càncer, mor el 5 de desembre de 1793; va ser enterrada a Viena i sobre la seva tomba després del seu nom figura gravat «Morte de douleur». El seu pare fou guillotinat el juny de 1794.

## En la literatura
Gabrielle de Polignac és protagonista d'aquestes obres:
- La Rosa de Versalles, manga de Riyoko Ikeda, (1972);
- Les Adieux à la reine, novel·la de Chantal Thomas publicada el 2002.

## En el cinema
El paper de la duquessa de Polignac ha estat interpretat per:
- Hélène Bellanger en L'Affaire du collier de la reine, 1946, realitzat per Marcel L'Herbier
- Marina Berti en Marie-Antoinette, reine de France, 1955, realitzat per Jean Delannoy
- Sue Lloyd en Lady Oscar, 1978, per Jacques Demy
- Claudia Cardinale en La Révolution française, 1989, per Robert Enrico i Richard T. Heffron
- Rose Byrne en Marie-Antoinette, 2006, per Sofia Coppola
- Virginie Ledoyen en Les adieux à la reine, 2012, per Benoît Jacquot